# 포켓몬 카드 게임

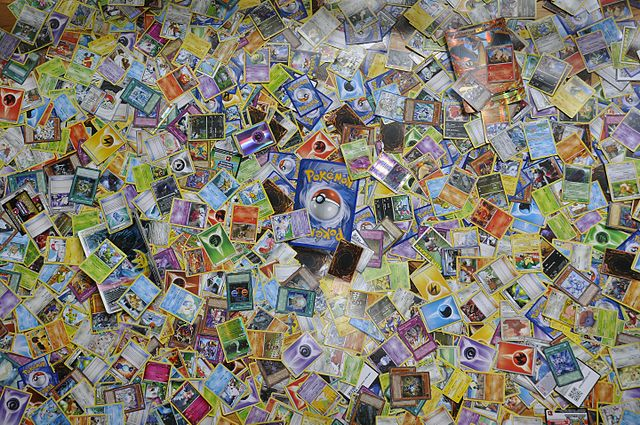
산더미같은 포켓몬 카드

포켓몬 카드 게임(ポケモンカードゲーム)은 비디오 게임(컴퓨터 게임) 포켓몬스터를 제재로 한 트레이딩 카드 게임(TCG)이다. 일본에서 약칭하기로 PCG, 포케카(ポケカ) 등.
개발원은 주식회사 크리처즈, 발매원은 주식회사 포켓몬. 과거 발매원은 일본에서 미디어 팩토리, 미국에서 위저드 오브 더 코스트였었다.
기본적으로 비디오 게임인 포켓몬스터 시리즈의 전투를 가져다 카드 게임에 옮긴 것으로 양자간 설정차가 드문드문 발생한다.
1996년 10월 20일 최초로 발매되어 2016년 발매 20주년을 맞았다. 일본으로서 처음의 국산 TCG였으며 일본의 어린이들을 중심으로 보급되어 국내 TCG 카드 게임의 성장에 불을 댕겼다고 한다. 2017년 3월 현재 세계 약 74개국에 발매되어 전세계 누계 236억 매 이상을 출하하였다. 아울러 복수의 파트너 기업들과 제휴하여 기간한정으로 프로모션 카드의 배포라든가 한정 팩의 판매라든가도 이루어진다. 세계대회 포켓몬 월드 챔피언십을 필두하여 일본국내대회 역시 다수 열려지는 상황이다.
그리고 2021년, 25주년을 맞으며 새로운 카드팩을 대량 출시하고, V와Vmax를 추가했다.
2023년 9세대 포켓몬스터 스칼렛과 포켓몬스터 바이올렛이
발매되며 ex 카드가 다시 생길 예정이라고 한다. 많은 포켓몬 덕후들이 기다리고 있는 듯하다.
요즘에는 유튜브나 다른 방송 업체로 특별 일러스트 카드나 하이퍼 레어 카드를 뽑기위해 어른들도 포켓몬 카드 뽑기를 하고 있다고 한다.
몇몇 사람들은 포켓몬 카드샵에 방문하기도 한다. 카드샵에서 사람들은 주로 포켓몬카드게임 배틀을 한다.

## 같이 보기
- 포켓몬스터